# Arrondissement di Provins
L'arrondissement di Provins è una suddivisione amministrativa francese, situata nel dipartimento di Senna e Marna e nella regione dell'Île-de-France.

## Composizione
L'arrondissement di Provins raggruppa 165 comuni in 9 cantoni:
- Cantone di Bray-sur-Seine
- Cantone di Donnemarie-Dontilly
- Cantone di La Ferté-Gaucher
- Cantone di Montereau-Fault-Yonne
- Cantone di Nangis
- Cantone di Provins
- Cantone di Rebais
- Cantone di Rozay-en-Brie
- Cantone di Villiers-Saint-Georges